# Hedesundafjärden
Hedesundafjärden är en sjö i Gävle kommun i Gästrikland och Heby kommun i Uppland och ingår i Dalälvens huvudavrinningsområde. Sjön har en area på 30 kvadratkilometer och ligger 51 meter över havet. Sjön avvattnas av vattendraget Dalälven (Österdalälven). Vid provfiske har en stor mängd fiskarter fångats, bland annat abborre, björkna, braxen och gers.
Södra delen ingår i Hedesundafjärdens naturreservat.

## Delavrinningsområde
Hedesundafjärden ingår i det delavrinningsområde (668739-156537) som SMHI kallar för Utloppet av Hedesundafjärden. Medelhöjden är 55 meter över havet och ytan är 76,61 kvadratkilometer. Räknas de 2759 avrinningsområdena uppströms in blir den ackumulerade arean 28 297,37 kvadratkilometer. Avrinningsområdets utflöde Dalälven (Österdalälven) mynnar i havet. Avrinningsområdet består mestadels av skog (42 procent). Avrinningsområdet har 30,09 kvadratkilometer vattenytor vilket ger det en sjöprocent på 39,3 procent.

## Fisk
Vid provfiske har följande fisk fångats i sjön:
| - Abborre - Björkna - Braxen - Gärs - Gädda - Gös - Id - Lake - Löja - Mört - Sarv | - Siklöja - Sutare |